# Powerpose FM
Powerpose FM är en tvådagarsfestival i Umeå, startad 2023 av artisten Broder John.
Festivalen hålls i Umeå Folkets Hus lokaler under september månad och ämnar att presentera det framtida svenska musikarvet. Powerpose FM festival har tre scener i olika storlekar, där en av scenerna tillägnas up and coming-artister.
År 2024 blev festivalen utsedd till en av Sveriges fem bästa festivaler av tidningen Dagens Nyheter.

## Artister

### 2023
Första upplagan av Powerpose FM festival hölls 1–2 september 2023.
| Fredag           | Lördag         |
| ---------------- | -------------- |
| Seinabo Sey      | Cleo           |
| Dina Ögon        | Hannes         |
| Erik Lundin      | Broder John    |
| Jelassi          | Boko Yout      |
| Raghd            | Nils Albin     |
| Venus Anon       | Tex            |
| Scott Isitt      | Bella Leonette |
| Klara Zangerl    | Kid Vicious    |
| Selma Zahroubane | Diane Emerita  |

### 2024
Andra upplagan hölls 27–28 september 2024
| Fredag                     | Lördag            |
| -------------------------- | ----------------- |
| Cherrie                    | Dina Ögon         |
| Fricky and the desktoppers | Broder John       |
| Ayla                       | Amanda Bergman    |
| waterbaby                  | Boko Yout         |
| Stuzzi                     | Nils Albin        |
| Mami Umami                 | Jelly Crystal     |
| Scoobz                     | Lujain            |
| Karlaxels                  | Melina Do Rosario |